# Cortale
Cortale är en ort och kommun i provinsen Catanzaro i regionen Kalabrien i Italien. Kommunen hade 2 048 invånare (2018).